# سارا وین کالیز
سارا وین کالیز (به انگلیسی: Sarah Wayne Callies؛ زادهٔ ۱ ژوئن ۱۹۷۷) بازیگر آمریکایی است.
او برای بازی در نقش سارا تانکردی در فرار از زندان از شبکه فاکس و نقش لوری گرایمز در مردگان متحرک از شبکه ای ام سی شناخته شده است.
او همچنین در نقش کتی بومن در کلونی و رابین پری در شورای پدران بازی کرده است.
وی در فیلم‌های سینمایی نجوا (۲۰۰۷)، طلای سیاه (۲۰۱۱) و نمایش (۲۰۱۷) ایفای نقش کرده است.

## زندگی شخصی
او در هاوایی بزرگ شده و پدر و مادرش هردو در دانشگاه هاوایی به‌عنوان پروفسور مشغول به کار هستند. سارا خود فارغ‌التحصیل رشته هنرهای زیبا از هنرستان تئاتر ملی دنور است. سارا بازیگری را از سال ۲۰۰۳ با بازی در سریال‌های تلویزیونی آغاز کرده.

## فیلم‌شناسی

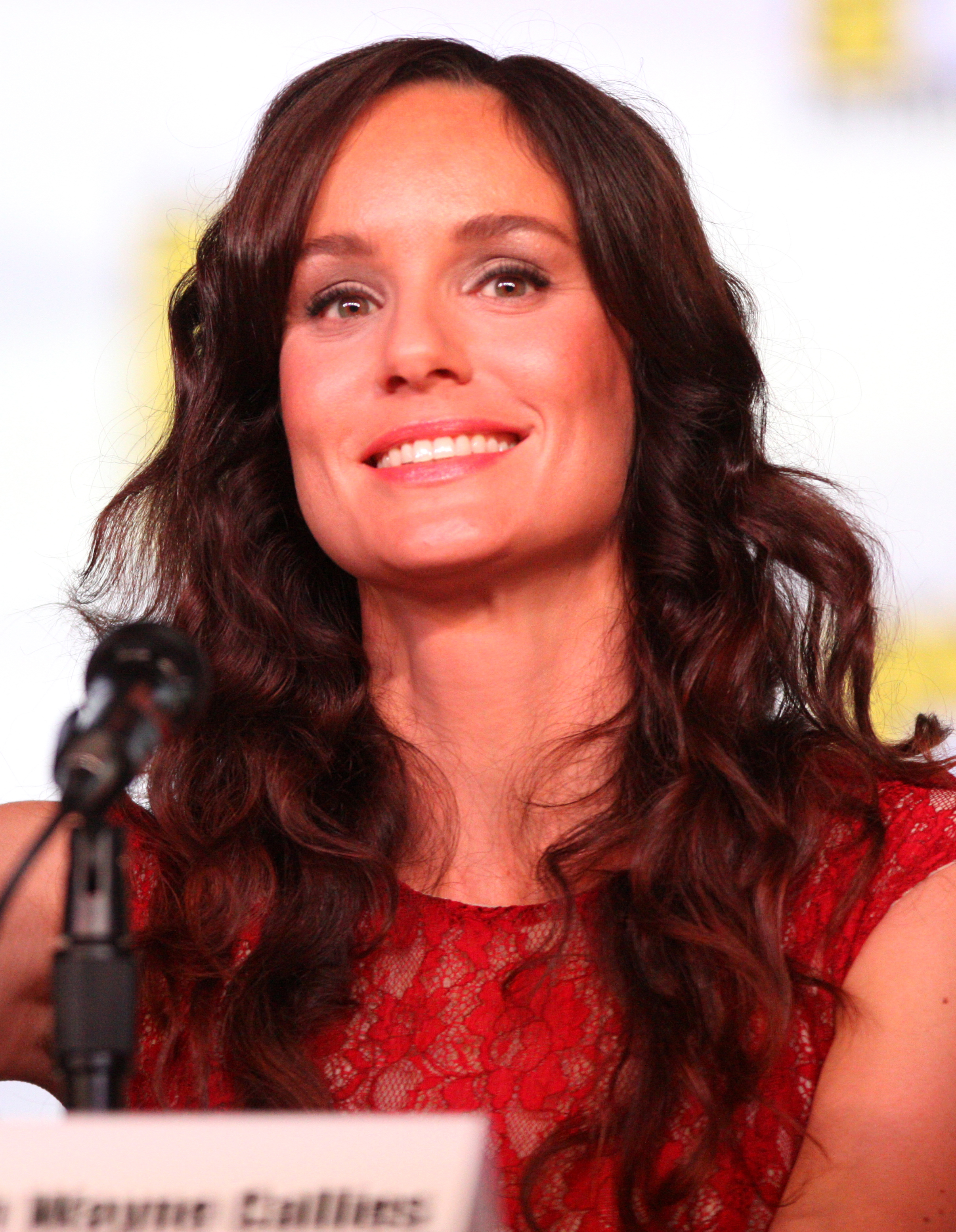
کالیز در کامیک-کان ۲۰۱۲

### سینمایی
| Year | Title             | Role        | Notes |
| ---- | ----------------- | ----------- | ----- |
| ۲۰۰۶ | پیشگویی‌های آسمانی | مارجیری     |       |
| ۲۰۰۷ | نجوا              | راکسن       |       |
| ۲۰۰۸ | تلخ و شیرین       | رابین       |       |
| ۲۰۱۰ | لالایی برای پی    | جوسفین      |       |
| ۲۰۱۱ | طلای سیاه         | کیت سامرز   |       |
| ۲۰۱۱ | چهره‌ها در جمعیت   | فرنسین      |       |
| ۲۰۱۱ | سرزمین ابدی       | فران        |       |
| ۲۰۱۲ | نوامبر سیاه       | کیت سامرز   |       |
| ۲۰۱۴ | به سوی طوفان      | آلیسن استون |       |
| ۲۰۱۵ | تسویه حساب با روح | کریستن      |       |
| ۲۰۱۶ | آن طرف در         | ماریا       |       |
| ۲۰۱۷ | نمایش             | کارینا      |       |

### سریال
| Year                   | Title                             | Role                   | Notes                                                                 |
| ---------------------- | --------------------------------- | ---------------------- | --------------------------------------------------------------------- |
| ۲۰۰۳                   | Dragnet                           | Kathryn "Kate" Randall | Episode: "The Brass Ring"                                             |
| ۲۰۰۳                   | Law & Order: Special Victims Unit | Jenny Rochester        | Episode: "Privilege"                                                  |
| ۲۰۰۳                   | Queens Supreme                    | Kate O'Malley          | Episode: "Flawed Heroes"                                              |
| ۲۰۰۳                   | تارزان (مجموعه تلویزیونی ۲۰۰۳)    | جین پورتر              | نقش اصلی                                                              |
| ۲۰۰۴                   | The Secret Service                | Laura Kelly            | Pilot                                                                 |
| ۲۰۰۵                   | Numbers                           | Kim Hall               | Episode: "Counterfeit Reality"                                        |
| ۲۰۰۵–۲۰۰۹; ۲۰۱۷        | فرار از زندان                     | سارا تانکردی           | نقش اصلی (فصل‌های ۱–۲, ۴–۵)                                            |
| ۲۰۰۷                   | Queens Supreme                    | Kate O'Malley          | 4 episodes                                                            |
| ۲۰۰۹                   | فرار از زندان: فرار نهایی         | سارا تانکردی           | Television film                                                       |
| ۲۰۱۰                   | House                             | Julia                  | Episode: "Open and Shut"                                              |
| ۲۰۱۰                   | Tangled                           | Chloe / Sally          | Pilot                                                                 |
| ۲۰۱۰–۲۰۱۳; ۲۰۱۸        | مردگان متحرک (مجموعه تلویزیونی)   | لوری گرایمز            | Main cast (seasons 1–3) Voice (season 9, episode "What Comes After")  |
| ۲۰۱۶–۲۰۱۸              | کلونی                             | کتی بومن               | نقش اصلی                                                              |
| ۲۰۱۷                   | The Long Road Home                | Leann Volesky          | نقش اصلی                                                              |
| ۲۰۱۷                   | Robot Chicken                     | لوری گرایمز (صدا)      | Episode: "The Robot Chicken Walking Dead Special: Look Who's Walking" |
| ۲۰۱۸; ۲۰۱۹; ۲۰۲۱; ۲۰۲۲ | Letterkenny                       | آنیتا دیک              | Supporting role                                                       |
| ۲۰۱۹                   | Unspeakable                       | مارگارت ساندرز         | نقش اصلی                                                              |
| ۲۰۲۰                   | شورای پدران                       | رابین پری              | نقش اصلی                                                              |
| ۲۰۲۳                   | شرکتی که نگه می‌دارید              | بردی                   | نقش اصلی                                                              |

## جوایز
| سال  | جایزه        | دسته‌بندی                                      | نامزد شده برای    | نتیجه    |
| ---- | ------------ | --------------------------------------------- | ----------------- | -------- |
| ۲۰۱۱ | جوایز ساترن  | بهترین بازیگر زن تلویزیون                     | مردگان متحرک      | نامزدشده |
| ۲۰۱۲ | جایزه اسکریم | بهترین بازیگر زن ترسناک                       | مردگان متحرک      | نامزدشده |
| ۲۰۱۲ | جایزه ستلایت | بهترین بازیگر سریال تلویزیونی                 | مردگان متحرک      | برنده    |
| ۲۰۱۷ | جایزه لیو    | بهترین اجرای مکمل توسط یک زن در یک فیلم متحرک | نمایش (فیلم ۲۰۱۷) | نامزدشده |